# Чечуйск
Чечу́йск — село в Киренском районе Иркутской области. Входит в состав Юбилейнинского сельского поселения.
Находится на левом берегу реки Лена, в 18 км к северо-востоку от центра сельского поселения, посёлка Юбилейный.

## Название
Слово «чечу» в переводе с якутского означает точило.

## История
Поселение возникло в XVII веке как Чечуйский острог, от него начинался волок длиной примерно 30 км на Нижнюю Тунгуску, в район современного села Подволошино. Впервые Чечуйский острог упоминается в 1636 году. В 1926—1929 годах было центром Чечуйского района.

## Население
| 2002 | 2010 | 2011 | 2012 |
| ---- | ---- | ---- | ---- |
| 154  | ↘121 | →121 | ↘120 |